# Florian Mausser
Florian Mausser (ur. 15 lipca 1982 w Leoben) – austriacki snowboardzista. Nie startował na igrzyskach olimpijskich. Jego najlepszym wynikiem na mistrzostwach świata w snowboardzie było 11. miejsce w Big Air na mistrzostwach w Whistler i na mistrzostwach w Arosa. Najlepsze wyniki w Pucharze Świata w snowboardzie osiągnął w sezonach 2002/2003 i 2003/2004, kiedy to zajmował 3. miejsce w klasyfikacji Big Air.

## Sukcesy

### Mistrzostwa Świata
| Miejsce | Dzień       | Rok  | Miejscowość | Konkurencja | Zwycięzca      |
| ------- | ----------- | ---- | ----------- | ----------- | -------------- |
| 41.     | 17 stycznia | 2003 | Kreischberg | Halfpipe    | Markus Keller  |
| 36.     | 18 stycznia | 2003 | Kreischberg | Big Air     | Risto Mattila  |
| 11.     | 21 stycznia | 2005 | Whistler    | Big Air     | Antti Autti    |
| 11.     | 20 stycznia | 2007 | Arosa       | Halfpipe    | Mathieu Crepel |

### Puchar Świata

#### Miejsca w klasyfikacji generalnej
- 2001/2002 – –
- 2002/2003 – –
- 2003/2004 – –
- 2004/2005 – –
- 2005/2006 – 44.
- 2006/2007 – 61.
- 2007/2008 – 91.
- 2008/2009 – 209.
- 2009/2010 – 262.

#### Miejsca na podium
1. Salzburg – 3 stycznia 2003 (Big Air) – 2. miejsce
2. Arosa – 15 marca 2003 (Big Air) – 2. miejsce
3. Tandådalen – 6 grudnia 2003 (Big Air) – 3. miejsce
4. Mount Bachelor – 7 marca 2004 (Big Air) – 2. miejsce
5. Moskwa – 9 stycznia 2005 (Big Air) – 3. miejsce